# 祖尼尼奧·索亞里斯
華特·蘇亞里斯·比列塔度·「祖連奴」·祖尼奧（葡萄牙語：Walter Soares Belitardo Júnior，通稱；1990年12月11日－），生於巴西凱埃拉斯，巴西裔香港足球運動員，司職前鋒，進攻中場，在2023年12月8日取得香港特區護照並獲得香港永久居民身份。現時效力香港超級聯賽球會傑志。

## 球會生涯

### 澳門士砵亭
祖連奴生於巴西凱埃拉斯，在17歲時獲乙組球會聖安德雷開出的職業合同，直到25歲時，由於其他球會給他的合同都不太理想，所以他經巴西經理人推薦到中國的澳門發展，可是他到埗前發覺澳門並沒有職業聯賽，故選擇與澳甲球會澳門士砵亭終止合約，結果他為生活又不想回國下只好留效士砵亭，而當時澳門足球總會官方譯名為韋達，可是他的屬會澳門士砵亭於3月4日對勵馳的比賽中，因派遣身為違規球員的他上陣，被判輸0–3，可惜賽事結果原來1–1言和，球季完結後，他獲選進澳甲年度最佳十一人陣容。

### 東昇
在5個月後，祖連奴獲港超聯球會標準灝天的教練招重文看中，可是他和球會簽約後，由於臨近開季前球會引進一批西班牙球員，最終沒有註冊他進外援名單中，最後他轉輾加盟甲組業餘球會東昇，而他在香港足總官方譯名為祖連奴，並在各項賽事上陣22場錄得31球，儘管祖連奴有望在夏天加盟港超聯球會標準流浪，但最終他經試腳後，又被評為水平不足而未獲聘用。

### 陽光元朗
結果，祖連奴獲甲組球會沙田的同鄉法比西奧·盧比斯·歐簡達拿推薦給哥哥法比奧·盧比斯，再由他推薦予港超聯地區球會陽光元朗試腳，由於祖連奴於季前熱身賽表現出色，因此元朗在2017年8月17日宣佈他加盟，他在12月17日對夢想FC的菁英盃分組賽，取得加盟後的首個入球，最終元朗以1–1賽和對手，而他在1月27日對東方龍獅的高級組銀牌決賽，錄得1球個入球，結果協助元朗以3–0擊敗對手，相隔50年後再奪得高級組銀牌冠軍。
球季完結後，祖連奴轉會到港超聯球會香港飛馬。

### 標準流浪
2020年10月17日，標準流浪宣佈祖連奴加盟球隊。

### 傑志
2023年轉投勁旅傑志。首個加盟球季即協助球隊贏得2023–24年香港高級組銀牌。

## 國際賽生涯
2023年12月，祖連奴入選香港足球代表隊出戰亞洲盃的決選名單。

## 家庭生活
小孩在香港出生。

## 榮譽
傑志
- 香港高級組銀牌冠軍（2023–24季度）

元朗
- 香港高級組銀牌冠軍（2017–18季度）

澳門士砵亭
- 澳門足球明星選舉 最佳十一人（2015–16季度）

## 外部連結
- 香港足球總會網頁球員註冊資料 （页面存档备份，存于）